# Davor Kus
Davor Kus (Fiume, 21 luglio 1978) è un ex cestista croato.

## Carriera
Alto 191 cm, gioca come guardia nel KK Škrljevo, dopo una lunga carriera in Croazia e in diverse squadre europee.
Con la Croazia ha disputato i Giochi olimpici di Pechino 2008, i Campionati mondiali del 2010 e due edizioni dei Campionati europei (2007, 2009).

## Palmarès
- Campionato croato: 8

Cibona Zagabria: 2000-01, 2001-02, 2003-04, 2005-06, 2006-07, 2008-09, 2011-12, 2012-13
- Coppa di Croazia: 4

Cibona Zagabria: 2001, 2002, 2009, 2013
- Lega Adriatica: 1

Cibona Zagabria: 2013-14